# Ebenezer J. Penniman
Ebenezer Jenckes Penniman (* 11. Januar 1804 in Lansingburgh, Rensselaer County, New York; † 12. April 1890 in Plymouth, Michigan) war ein US-amerikanischer Politiker. Zwischen 1851 und 1853 vertrat er den Bundesstaat Michigan im US-Repräsentantenhaus.

## Werdegang
Ebenezer Penniman besuchte die öffentlichen Schulen seiner Heimat und absolvierte danach eine Lehre im Druckerhandwerk. Im Jahr 1822 zog er zunächst nach New York City und später nach Orwell in Vermont, wo er mit Kurzwaren handelte. Im Jahr 1840 kam er nach einem erneuten Umzug nach Plymouth in Michigan und betätigte sich dort ebenfalls im Kurzwarenhandel.
Politisch wurde Penniman Mitglied der Whig Party. Zwischenzeitlich war er Bürgermeister (Supervisor) des Plymouth Township. Bei den Kongresswahlen des Jahres 1850 wurde er im ersten Wahlbezirk von Michigan in das US-Repräsentantenhaus in Washington, D.C. gewählt, wo er am 4. März 1851 die Nachfolge von Alexander W. Buel antrat, den er bei der Wahl geschlagen hatte. Da er im Jahr 1852 auf eine weitere Kandidatur verzichtete, konnte er bis zum 3. März 1853 nur eine Legislaturperiode im Kongress absolvieren. Diese war von den Diskussionen um die Sklaverei im Vorfeld des Bürgerkrieges bestimmt.
Nach seinem Ausscheiden aus dem US-Repräsentantenhaus blieb Penniman bis 1871 im Handel tätig. Danach stieg er in das Bankgewerbe ein und wurde Präsident der First National Bank of Plymouth. Nach der Auflösung der Whigs wurde er im Jahr 1854 Gründungsmitglied der Republikanischen Partei. Im Jahr 1856 war er Delegierter zur ersten Republican National Convention in Philadelphia, auf der John C. Frémont als Präsidentschaftskandidat nominiert wurde. Ebenezer Penniman starb am 12. April 1890 in Plymouth. Er war zweimal verheiratet und hatte eine Tochter.